# 台灣—香港關係
臺灣與香港關係是指台灣與香港之間的雙邊關係，目前為台灣海峽兩岸關係的一部分。大陸委員會香港事務局分別以台北經濟文化辦事處（2011年前稱中華旅行社）、遠東貿易服務中心以及光華新聞文化中心的名義在香港運作。相對香港在台北市設香港旅遊發展局台北辦事處及香港貿易發展局台北顧問辦事處。2007年5月1日，因香港旅遊團在阿里山區發生車禍，陸委會表示希望港府能在台灣地區設立辦事處。2011年7月15日起，香港政府得在台設立綜合性辦事機構，並於2011年12月19日在台北市設立香港經濟貿易文化辦事處，但由於海峡两岸關係愈趨惡化，2021年5月18日全面暫停服務。

## 歷史

### 1949年前
在臺灣日治時期，就有臺灣人前往英屬香港的記錄。隨著日本政府的「南進」政策及「對岸」政策，亦出現前往華南、南洋的臺灣人。據1935年臺灣總督府的數據，當時在香港的「臺灣籍民」有120人。
1941年珍珠港事件後，大日本帝國向英國宣戰，同年底攻陷香港。其佔領香港後將許多英軍戰俘和官員押送到台灣監禁，包括香港總督楊慕琦；同時佔領期間亦有許多台籍日本兵隨軍駐港。
1947年底，台灣獨立運動人士廖文毅為尋求擴大台灣獨立運動力量從上海前往香港:169。住在九龍金巴利道諾士佛臺一號，並提供謝雪紅、蘇新、楊克煌、王萬得等上海「台灣再解放聯盟」成員生活費。藉由廖文毅的人望與雄厚資本，加上走私盤尼西林與糖精到日本謀利而籌得政治資金，:97於香港建立起台獨根據地。1948年2月28日，廖文毅以原上海「台灣再解放聯盟」為基礎，加上廖文奎文章作為理論依據，於香港成立「台灣再解放聯盟」。廖文毅出任主席，黃紀男任秘書長，成為戰後首個台獨團體。:170
國民政府對此雖然曾派基隆煤礦大王顏欽賢擔任說客，以讓出「民社黨台灣省黨部主委」作為條件勸誘廖文毅返台。然而國民黨當時對香港「台灣再解放聯盟」並未十分重視，由於在港台灣人很少，又多屬工商界人士，對政治不感興趣，加上國府用以對付在香港從事台獨運動者的人選難覓（熟悉粵語及英語，而又忠貞可靠的台灣人）。然而香港「台灣再解放聯盟」內部也理念不一致，到1948年底已名存實亡。加上香港為國共暗鬥之地，台灣人與台獨運動難以立足，香港政府又通令聯盟成員不得從事政治活動，廖文毅本人最後於1949年12月轉往有許多台灣人的日本發展台獨運動:總論9:171。

### 1949年—1997年
1949年，中華民國政府遷台，两岸分治。退守台湾的中華民國政府仍将香港華裔居民视为中華民國國民。1950年4月4日，在台灣成立「中國大陸災胞救濟總會」（今中華救助總會）救濟難胞。1952年，臺灣獨立運動先驅之一的廖文奎在香港逝世。
1956年，親中華民國政府及國民黨的香港人士發動雙十暴動。1957年，總統蔣介石試圖邀請香港總督葛量洪來台訪問，未果。
1983年，英国政府与中华人民共和国政府进行香港前途问题谈判时，行政院院長孫運璿提出异议。到1997年香港交接儀式前夕，中华民国政府官员仍认为“中華民國擁有香港主權”。
1997年3月，立法院通過《香港澳門關係條例》，规范台湾与港澳之间的往来事宜。現今的台港关系不少程度上影響着台灣與澳門關係，而中華民國政府把香港、澳門兩地合稱為港澳地區，有別於中國大陸。

## 政治關係

### 中華民國機構人員被香港政府拒絕入境連串事件
1999年7月，台灣駐港代表、中華旅行社總經理鄭安國在香港電台闡述李登輝總統的「特殊兩國論」，其後引起中華人民共和國國務院副總理錢其琛指示香港特區政府不應宣傳和支持「兩國論」，部份香港親中傳媒批評傳媒不應該「鼓吹台獨」。11月，鄭安國工作簽證期滿，但香港政府沒有續發簽證，被調回台灣，繼任的張良任亦未能得到香港入境處簽證；等待十三個月後，於2001年1月才成功赴港履新。對於此事，香港行政長官董建華表示中華旅行社代表要接受某些條件；香港特區政府則聲明台灣當局及其人員在港從來沒有官方地位。
2005年，時任台北市長的馬英九，原訂於1月10日前往香港大學演講「從台北看華文城市的興起」及一系列觀光推廣演講訪問活動，但截至啟程前一日仍未取得香港入境處簽證，故宣佈不得已取消行程，並表示曾兩度有香港特區特使遊說他取消訪港，馬英九當場反對；馬英九亦指出與他反對《反分裂國家法》有關。香港政府保安局局長李少光則表示，沒有拒絕馬英九申請簽證入境，但拒絕評論個別入境申請。中聯辦則表示注意到有關被拒的消息，尊重特區政府決定，及歡迎馬英九在合適時間訪港。
2008年3月23日，馬英九當選總統後在記者會再次重申對2005年簽證被拒、未能訪問出生地一事仍感到失望，而馬英九在得到各國的勝選祝賀後，香港政府仍然沒有任何表示。
2007年3月23日傍晚，陸委會官員及記者組成香港第三屆行政長官選舉觀選團，但隨團委員張志宇在機場被拒入境，折返台北。陸委會發表聲明認為港府行為不友善，漠視台港關係，港府入境處則表示一貫按照香港法律及既定程式，處理入境個案。
2008年10月21日，高雄市市長陳菊自1997年後經歷多次申請被拒，終於首次獲簽證抵港訪問，同日，香港政制及內地事務局長林瑞麟表示要小心處理特區是否邀請馬英九總統訪港，並否認政府在推動港台發展上後知後覺。

### 一度緩和
2008年8月，隨著兩岸關係一度緩和，海峽交流基金會董事長江丙坤訪問香港，中聯辦在消息稿中，首次以「大陸委員會香港事務局局長」的官方名稱稱呼「中華旅行社總經理」楊家駿，是為總統馬英九上台後兩岸關係的又一突破。同年10月，高雄市市長、民進黨人陳菊獲准入境，推銷旅遊業。
2009年4月1日，民政事務局局長曾德成以第2屆世界佛教論壇港澳代表團名譽團長的身份，赴台北出席世界佛教論壇的閉幕典禮，成為首位赴台的香港高官。是次訪問並非官方性質，但曾德成表示不排除與台灣官員接觸。政制及內地事務局局長林瑞麟表示，香港官員此後會以適當身分訪台。
同年4月，台中市市長胡志強率團訪港，參加由香港政府舉辦的香港-台灣城市交流論壇，並與港府高層會面，是為香港交接以來，首次港台雙方的官方接觸。他與政制及內地事務局局長林瑞麟商談港台經貿事宜，並禮節性拜會行政長官曾蔭權，而政務司司長唐英年及財政司司長曾俊華分別宴請代表團。期間胡志強亦到香港大學演講。港府發言人稱將加強港台交流互動，雙方關係並已踏上新台階。
2011年7月15日起，「中華旅行社」改名為「台北經濟文化辦事處」；香港與澳門在台灣設立「經濟貿易文化辦事處」。
2010年4月初，台港分別成立「台港經濟文化合作策進會」和「港台經濟文化合作協進會」作為半官方洽談機構。
2015年3月，中國國民黨主席兼新北市市長朱立倫訪港，是首位訪問香港的國民黨主席。

### 刪走「國立」二字事件
2016年3月，康樂及文化事務署斥資主辦、劇團「糊塗戲班」製作的舞台劇《惡童日記第三部曲之第三謊言》，場刊內個人簡歷中，藝術行政主任兼執行監製羅淑燕畢業於「國立臺北藝術大學」的「國立」字眼，被康文署職員口頭要求刪改，改為以英文 “Taipei National University of Arts”也不獲批准，惹起軒然大波，並損害一度緩和的台港關係。
由國立臺北大學、國立政治大學、淡江大學、世新大學等15間台灣大學的香港校友會，所組成的臺灣各大學香港校友會總會發表聲明譴責康文署，指事件涉及香港數萬名在臺畢業校友尊嚴權益，對康文署以「莫須有」之意識形態，強迫刪改校名，批評做法是「荒謬又可怕的政治審查」，予以嚴厲譴責。由於正值香港人對中國內地的不滿情緒高漲，引來不少香港市民的關注，其中香港各大討論區則用內地演員「張國立」、香港大學校務委員會主席「李國章」的名字來仿效康文署職員的做法，藉此諷刺康文署「親中」。
2019年，有部分香港的大專院校稱呼部分台灣的大專院校時，刪走「國立」二字。

### 陸委會關注香港立法會議員的宣誓問題
2016年10月20日，大陸委員會發言人邱垂正例行記者會上，被問到香港立法會議員宣誓事件時，表示梁頌恆和游蕙禎均由直選一人一票產生，具有民意代表性。邱垂正又指出，對於該兩位議員資格的處置，必須考量民主精神及民意正當性，並透過理性和平方式進行溝通，妥善處理相關爭議。香港政府發言人發稿回應，指台北不應以任何形式干預香港的內部事務。

### 全面緊張
2018年，原澳門台北辦事處處長盧長水因為簽證問題一直未能夠赴港就任。
2019年，駐港法務祕書因工作簽證不獲延簽，簽證到期後返台。
2020年2月11日，陸委會以「防疫優先」為由，禁止包括已經持有有效台灣居留證的港澳籍人士入境（但台灣人的港澳籍配偶不在此限），直至2020年6月底為止。影響大約七千人，以留學生為主。

#### 港區國安法與台灣對香港人道援助專案
2020年5月，行政院有鑑於全國人大涉港決定預料將順利通過，依照總統蔡英文指示組成「香港人道援助關懷行動專案」。專案內容於同年6月18日由大陸委員會公布，包含成立專責辦公室「臺港服務交流辦公室」、專案諮詢服務與專案協處服務；但對於專案之經費與人數，陸委會無法具體回應。辦公室預定於7月1日正式營運。
在港區國安法於2020年6月30日23時（UTC+8）正式生效後的11個小時，陸委會主委陳明通與臺港經濟文化合作策進會董事長張小月共同為「臺港服務交流辦公室」揭牌，並宣布正式營運。
根據中國國民黨主席江啟臣表示，「台港服務交流辦公室」已經被香港對口單位表明拒絕往來。

#### 相互拒簽
2020年7月，台北經濟文化辦事處香港辦事處代理處長高銘村工作簽證效期屆滿準備續簽，遭到港府要求簽署“一中承諾書”，但高銘村拒絕，簽證無法獲準延期，7月16日，高銘村返回台灣。  7月20日，台灣推出反制措施，在香港駐台辦事處人員工作簽證期滿時，不會續發簽證。

#### 香港關閉辦事處
2021年5月18日，香港政府無預警關閉駐台辦事處，並聲稱原因無關COVID-19疫情；三天後，香港政府發表正式聲明，指控台北方面多次干預香港內政，造成無可彌補傷害。經貿辦在台運作環境日趨惡化，人員亦曾受台灣激進人士威嚇，由於經貿辦已難達成立目的，同時為保障駐台香港人員安全，故決定暫時關閉辦事處並撤走所有人員。2023年4月12日，政制及內地事務局局長曾國衛稱港府無意恢復辦事處運作。

#### 中華民國駐港人員撤離
2021年6月21日，八名駐港人員當中七名因簽證到期未獲續簽而先行撤離，同年七月駐港經濟組長倪伯嘉撤離香港，自此雙方暫無人員互相派駐。

#### 交流受阻
2022年10月，台灣各大學香港校友會總會原定在三所本地中學舉辦之中華民國升學展因突發原因取消。
2023年5月，有報導傳出港教育局發函「建議」本地中學勿參加台灣高中職五專教育展。
2023年10月，海外聯合招生委員會原訂在港舉辦的教育展因禁止「國立」頭銜，已報名的公立大學代表團決定退出參展。
2024年5月，台灣各大學香港校友會總會原訂於5月25至26日在海華服務基金會辦公室舉辦的升學展，因不可力抗因素取消辦理。
2024年6月，陸委會提高對陸港澳旅遊警示至橘色燈號。

## 法律關係
1949年后，中華民國政府与英屬香港政府沒有簽訂任何罪犯引渡協議。而在法理上，華裔香港居民被中華民國政府视为中華民國國民，本身可申请中华民国华侨身份。香港4大探長之一的呂樂及其下屬曾啟榮因貪污逃到台灣。演員劉永在台灣犯案後潛逃香港。東方日報創辦人馬惜珍1978年被控販毒，後棄保潛逃至台灣並一直被港府通緝，但至2015年病逝也未曾回港受審。1984年，台灣把周大福劫案主犯黃志明視為「不受歡迎人物」遣返香港。
1997年香港交接儀式後，中華人民共和國對香港行使主權，香港法律依据全国人民代表大会常务委员会《关于处理香港原有法律的决定》，定义中国即中华人民共和国，中华民国实际管辖区域——台湾与香港、澳门皆是中华人民共和国组成部分（参见：中国大陆在法律上的用法）。基于一個中國原則，双方并无主权国家之间建立罪犯引渡協議的可能。2016年香港荃灣灰窰角街工廈水泥藏屍案4名涉案人潛逃台灣，最後通过被遣返的方式，“引渡”回香港，成為1997年後香港和台灣首宗移交案件。參加2016年農曆新年旺角騷亂的李倩怡棄保亦選擇流亡台灣。
2018年2月，港人陳同佳於台北殺害香港女子潘曉穎後潛逃回港，臺灣士林地方檢察署三次透過陸委會向港府提出司法互助請求但不果。香港政府翌年二月以解決此案為由提出修訂逃犯條例，擬以個案形式移交逃犯到中國大陸、澳門和台灣等未有司法互助安排的司法管轄區。修例引起軒然大波，中華民國政府表明不接受港方以「一個中國」前提下移交陳同佳來台受審。香港民間亦發起多場數以百萬人計的大遊行，亦包括6.12金鐘衝突和7.1佔領立法會等抗議行動。最終迫使港府「暫緩」修訂逃犯條例，維持現有局面。有議員和法律學者提出「港人港審」或採用日落條款方式修例，惟港府再三拒絕，使陳同佳送台案至今還沒有解決方法。
2019年10月6日，一名來自台灣林姓男子於香港尖沙咀打劫一間錶行後逃回台灣，其後於台中被捕，其後臺灣臺中地方檢察署於12月12日透過法務部經陸委會向港府提出司法互助，希望取得香港警方採得的證據，以及讓被害人取回贓物，但香港保安局以「沒有法律可以與台灣當局進行司法互助和移交逃犯事宜」為理由拒絕向台灣提供司法互助。法務部批評港府做法令正義無法申張，並且感到遺憾。
2023年，自解除邊境管制以來，台灣警方破獲多起詐騙集團招募香港居民擔任提領贓款之「車手」。

## 簽證
持有中華民國護照的中華民國在台有戶籍國民，如在台灣出生或曾以中華民國國民身份前往香港及並無持有由中華民國政府以外機關簽發的任何旅行證件（台灣居民來往大陸通行證及由香港入境事務處簽發的入境許可證除外），可申請有效期2個月的網路簽證進入香港2次，每次可停留最多30天。另外，持台灣居民來往大陸通行證可免簽證入境香港停留最多30天。
香港特別行政區護照及英國國民（海外）護照持有人如在香港或澳門出生或曾於1983年後以港澳永久居民身份前往台灣，可申請網路簽證或落地簽證在台灣停留最多30天。

## 民間
早年香港的民國派團體的政治理念都均趨近中國國民黨的右派，緊隨當年總統蔣中正在台灣號召之光復大陸、三民主義統一中國的口號。
後來受到兩岸形勢的遽變，及1997年香港政權移交影響，其理念有所變化，之後民國派團體以支持香港公民普選、民主化運動及推動兩岸和平發展為主，但在台灣方面仍然支持國民黨，反對民進黨的去中國化政策及去蔣政策。
2014年，香港爆發雨傘革命，民主派香港人對香港建制派更為敵視。同期台灣爆發太陽花學運，香港民主派及本土派將中國國民黨視之為建制派同類，更多港人認識到民進黨的政治理念實際上和香港民主派較為貼近，出於「敵人的敵人就是朋友」的想法之下對民進黨的觀感開始改善；除此以外，雨傘革命解散後香港本土化運動冒起，香港人亦開始較能接受民進黨的政治理念。2016年中華民國總統選舉中國民黨敗選，更多香港親台派改為支持民進黨。
2019年，香港爆發反對逃犯條例修訂草案運動，民進黨支持，事件擴散效應亦令民進黨得以在翌年大選大比數擊敗國民黨。
2019年香港區議會選舉中，親台派在香港區議會中取得五席，但因宣誓制度所有民國派人士均已請辭。

## 外部連結
- 香港經濟貿易文化辦事處官方網站（页面存档备份，存于） （繁體中文）
- 台北經濟文化辦事處官方網站（页面存档备份，存于） （繁體中文）